# Laurentina Guidotti
Laurentina Guidotti (Roma, ...) è un'attrice e produttrice cinematografica italiana.

## Biografia
Figlia del giornalista Mario Guidotti e della cantante Elena Calivà, dopo il liceo classico si è iscritta all'Università degli Studi di Roma "La Sapienza", dove si è laureata in lettere con percorso italianistico. Contemporaneamente ha vinto la borsa di studio al Centro sperimentale di cinematografia per il corso di recitazione, che ha frequentato con i maestri Peppe DeSantis, Lina Wertmüller e Ingrid Thulin. Sin da giovanissima ha recitato in molti film, come Ginger e Fred di Federico Fellini, Amici miei - Atto IIIº di Nanni Loy, Quel ragazzo della curva B di Romano Scandariato e Demoni di Lamberto Bava. Ha interpretato inoltre la protagonista nella serie televisiva Diciottanni - Versilia 1966, per Rai 1.
Ha iniziato ad occuparsi di produzione con la Nuovo film, la cui pellicola I taràssachi è stata poi invitata al Festival di Venezia. Dopo due anni di studi e lavoro a New York e a Los Angeles, nel 1991 è tornata in Italia per proseguire la sua carriera di produttrice, fondando la Iterfilm, una compagnia indipendente di cui è amministratrice. Ha realizzato cortometraggi, spot pubblicitari, videoclip, documentari e lungometraggi.

## Filmografia

### Produttrice
- I taràssachi, regia di Francesco Ranieri Martinotti, Rocco Mortelliti e Fulvio Ottaviano (1990)
- Un pezzo diverso (1992)
- Abissinia, regia di Francesco Ranieri Martinotti (1993)
- Cresceranno i carciofi a Mimongo, regia di Fulvio Ottaviano (1996)
- Abbiamo solo fatto l'amore, regia di Fulvio Ottaviano (1998)
- Branchie, regia di Francesco Ranieri Martinotti (1999)
- Quore, regia di Federica Pontremoli (2002)
- Il bambino sull'acqua, regia di Paolo Bianchini – film TV (2005)
- Sui tuoi passi, regia di Gianfranco Albano – film TV (2009)
- Occhiali neri, regia di Dario Argento (2022)

### Attrice

#### Cinema
- Ginger e Fred, regia di Federico Fellini (1985)
- Amici miei - Atto IIIº, regia di Nanni Loy (1985)
- Dèmoni, regia di Lamberto Bava (1985)
- Spettri, regia di Marcello Avallone (1987)
- Quel ragazzo della curva B, regia di Romano Scandariato (1987)
- Ciao ma'..., regia di Giandomenico Curi (1988)
- Singolo, regia di Francesco Ranieri Martinotti (1989)
- I taràssachi, regia di Francesco Ranieri Martinotti, Rocco Mortelliti, Fulvio Ottaviano (1990)

#### Televisione
- Diciottanni - Versilia 1966 – serie TV (1988)
- E non se ne vogliono andare!, regia di Giorgio Capitani – film TV (1988)
- La casa delle anime erranti, regia di Umberto Lenzi – film TV (1989)
- E se poi se ne vanno?, regia di Giorgio Capitani – film TV (1989)

### Soggettista
- Il bambino sull'acqua, regia di Paolo Bianchini – film TV (2005)
- Sui tuoi passi, regia di Gianfranco Albano – film TV (2009)